# Oude Stijl en Nieuwe Stijl
Oude Stijl en Nieuwe Stijl is de historische aanduiding voor respectievelijk de juliaanse en de gregoriaanse kalender. In de Angelsaksische wereld heten deze Old Style en New Style.

## Betekenis
De noodzakelijke overstap van de juliaanse op de gregoriaanse kalender gebeurde in Europa niet overal op hetzelfde moment. De eerste landen en de Staten van Holland stapten over in 1582. Het Britse Rijk hield de juliaanse tijdrekening vol tot 1752. Rusland schakelde pas in 1918, na de Russische Revolutie, over. 
De aanduiding Oude Stijl, O.S., Old Style of JU achter een datum geeft aan dat die datum in de juliaanse kalender is genoteerd. De aanduiding Nieuwe Stijl, New Style, N.S. of GR duidt op gebruik van de gregoriaanse kalender. Zonder aanduiding kan een datum dubbelzinnig zijn. In dat kader wordt wel gezegd dat William Shakespeare en Miguel de Cervantes wel op dezelfde datum (23 april 1616) maar niet op dezelfde dag stierven. In 1616 gebruikte Engeland nog de juliaanse kalender, terwijl Spanje al overgestapt was op de gregoriaanse kalender (en Cervantes stierf tien dagen vóór Shakespeare).

## Dubbele data
Vanwege deze verschillen gebruikten Engelsen (en trouwens ook Nederlanders) in hun correspondentie vaak twee data met een schuine streep ertussen, zoals Benjamin Woolley opmerkte in zijn biografie van Dr. John Dee, "The Queen's Conjurer", die tevergeefs streed om ook in Engeland het datumsysteem van 1583/4 aan te nemen. Wolley schreef dat vanwege deze beslissing het in de hele periode tot aan 1752 het gebruikelijk was om in berichten twee data toe te voegen: een in "OS" of Old Style, de ander in "NS" of New Style. Thomas Jefferson leefde in de periode dat Engeland zich uiteindelijk aanpaste, maar op zijn grafsteen werd, naar zijn wens, zijn geboortedatum in Old Style aangegeven. 
| Eeuw (van 1 maart van het eerste jaar tot 29 februari van het laatste jaar) | Correctie in dagen |
| --------------------------------------------------------------------------- | ------------------ |
| 1–100                                                                       | −2                 |
| 100–200                                                                     | −1                 |
| 200–300                                                                     | 0                  |
| 300–500                                                                     | +1                 |
| 500–600                                                                     | +2                 |
| 600–700                                                                     | +3                 |
| 700–900                                                                     | +4                 |
| 900–1000                                                                    | +5                 |
| 1000–1100                                                                   | +6                 |
| 1100–1300                                                                   | +7                 |
| 1300–1400                                                                   | +8                 |
| 1400–1500                                                                   | +9                 |
| 1500–1700                                                                   | +10                |
| 1700–1800                                                                   | +11                |
| 1800–1900                                                                   | +12                |
| 1900–2100                                                                   | +13                |

## Begin van het jaar
Een andere complicatie was dat het begin van het juliaanse jaar niet altijd 1 januari was maar in verschillende landen tijdens verschillende periodes op een ander moment viel. Lange tijd begon in Engeland het jaar op 25 maart (Lady Day), zodat bijvoorbeeld voor Elizabeth I van Engeland als sterfdatum 24 maart 1602 (Old Style) wordt gegeven. In de moderne stijl van jaren tellen zou dat geschreven worden als 24 maart 1603 en het zou overeenkomen met 3 april 1603 als er omgerekend zou worden naar de gregoriaanse kalender. Dit laatste wordt normaal gesproken voor data in Britse landen niet gedaan. Om misverstanden uit te sluiten schrijven geschiedkundigen data in het "dubbelzinnige" jaardeel tussen 1 januari en 25 maart met een schuine streep, dus bijvoorbeeld "24 maart/3 april 1602/1603".

## Omschakeling
Rooms-katholieke landen, zoals Italië, Polen, Spanje en Portugal, waren de eerste die de gregoriaanse kalender aannamen. Donderdag 4 oktober 1582 werd gevolgd door vrijdag 15 oktober 1582, zodat tien dagen verdwenen. Landen die pas in de 18e eeuw overgingen, hadden een extra schrikkeljaar meegemaakt (1700), zodat er een verschil van 11 dagen was. Landen die nog later over gingen moesten nog één of twee extra dagen laten verdwijnen in verband met de juliaanse schrikkeljaren 1800 en 1900.
In de Nederlanden werden meer dan een eeuw lang beide kalenders gebruikt, zodat brieven in archieven soms eerder lijken aan te komen dan ze verstuurd werden. De Zuidelijke Nederlanden, Holland, Zeeland en het huidige Limburg gingen over in 1582-1583, terwijl Utrecht, Gelderland, Overijssel, Groningen, Friesland (op 31 december 1700 (oude tijd) volgde 13 januari 1701) en Drenthe pas overgingen in 1700-1701. Groningen had de gregoriaanse kalender al gehanteerd in de periode 1583-1594. In de provincie Utrecht volgde op 30 november 1700 12 december en Sinterklaas werd dat jaar overgeslagen.
Frankrijk stapte over op 9 december 1582 JU, waarbij de volgende dag 20 december 1582 GR was. Van 22 september 1792 GR tot 31 december 1805 GR gebruikte Frankrijk de Franse republikeinse kalender waarin alle religieuze invloeden op de kalender uitgebannen waren.
In Rusland hebben de termen "Oude/Nieuwe Stijl" dezelfde betekenis als elders, maar de gregoriaanse kalender werd daar veel later geïntroduceerd: op 14 februari 1918 (NS). De Oktoberrevolutie van 1917 heet zo omdat zij plaatsvond op 25 oktober (OS), hoewel het in de rest van Europa al 7 november (NS) was.

## Misverstanden
Deze verschillende kalenders hebben ook vroeger wel voor misverstanden gezorgd. Zo was een van de factoren die Napoleon de overwinning bij de Slag bij Austerlitz hebben bezorgd de verwarring die ontstond over de precieze datum van de geplande ontmoeting tussen de Russen, die de juliaanse Kalender gebruikten, en de Oostenrijkers, die de gregoriaanse gebruikten.
Het is in de moderne geschiedschrijving gebruikelijk, teneinde verwarring te voorkomen en de datering consistent te houden, om data 'oude stijl' om te rekenen naar nieuwe stijl en het begin van het jaar aan te passen aan 1 januari. Zo staat in de geschiedenisboeken de onthoofding van Karel I van Engeland op 30 januari 1649, terwijl documenten uit die tijd het allemaal hebben over een executiedatum van 30 januari 1648.
Data die vallen voor de eerste introductie van de gregoriaanse kalender (op 4 oktober 1582) worden niet omgerekend: de Slag bij Azincourt vond plaats op 25 oktober 1415, St Crispin's Day. Voor de periode tussen die eerste introductie en de introductie in Groot-Brittannië op 14 september 1752 kan er echter aanzienlijke verwarring ontstaan over gebeurtenissen op het continent en die in Britse landen, vooral als een gebeurtenis met beide te maken heeft. Zo kwam Willem III van Oranje op 5 november 1688 aan in Brixham in Engeland, nadat hij op 11 november uit Hellevoetsluis vertrokken was. De Slag aan de Boyne, die op 1 juli plaatsvond in Ierland, wordt door de protestanten hardnekkig gevierd op "The Twelfth". Het benadrukken van de 11 gestolen dagen voor de verjaardag van deze slag heeft veel te maken met het weigeren van protestanten om het "Roomse" gregoriaanse systeem te accepteren.